# ريجي بيري
ريجي بيري (مواليد 21 مارس 2000) هو لاعب كرة سلة أمريكي يلعب في مركز لاعب هجوم قوي الجسم أو لاعب وسط في نادي بورتلاند ترايل بلايزرز.

## روابط خارجية
- ريجي بيري على موقع إن بي أي (الإنجليزية)
- ريجي بيري على موقع سبورتس رفرنس (الإنجليزية)
- ريجي بيري على موقع كرة السلة الأوروبية.كوم (الإنجليزية)
- ريجي بيري على موقع إي إس بي إن.كوم (الإنجليزية)
- ريجي بيري على موقع كلية كرة السلة في سبورتس رفرنس.كوم (الإنجليزية)
- ريجي بيري على موقع ريلجم (الإنجليزية)
- ريجي بيري على موقع بروبوليرز (الإنجليزية)
- ريجي بيري على موقع سبورتس رفرنس (الإنجليزية)
- ريجي بيري على موقع سبورتس رفرنس (الإنجليزية)